# Catedral de Cristo Rey (Liverpool)
La catedral Metropolitana de Cristo Rey de Liverpool o solamente catedral Metropolitana de Liverpool (del inglés: Liverpool Metropolitan Cathedral) es la sede de la arquidiócesis de Liverpool y una de las dos catedrales de Liverpool (Inglaterra, UK). Abierta al culto católico, está situada a 800 m al norte de la catedral Anglicana y se le conoce como Mersey Funnel o Paddy's Wigwam. Reemplazó a la procatedral de San Nicolás en 1967.
Obra de Frederick Gibberd, fue construida en tan solo cinco años (1962-1967) tras haberse propuesto otros tres diseños en 1853, 1933 y 1953. La catedral se encuentra en el sitio del Liverpool Workhouse, en Hope Street. Frente a él, en el extremo opuesto de Hope Street, se encuentra la Iglesia Catedral de Cristo, la catedral anglicana de Liverpool.

## Historia

### Diseño de Pugin
Durante la hambruna de la patata irlandesa, en 1847, la población católica de Liverpool aumentó mucho. Alrededor de medio millón de irlandeses, que eran predominantemente católicos, huyeron a Inglaterra para escapar de la hambruna, y muchos se embarcaron allí para viajar a Estados Unidos mientras otros permanecieron en la ciudad. Debido a ese incremento en la población católica, el obispo Alexander Goss (1814-1872), vio la necesidad de edificar una catedral.
En 1853, Goss, encargó la construcción de la nueva catedral a Edward Welby Pugin (1833-1875). En 1856 la capilla de Nuestra Señora Inmaculada de la nueva catedral se había completado. Debido a que los recursos financieros se destinaban a la educación de los niños católicos, se pararon las obras y dicha capilla sirvió como iglesia parroquial de la población católica local, hasta su demolición en la década de 1980.

### Diseño de Lutyens
Tras la compra de un solar de 36 000 m² en Brownlow Hills en 1930, el arquitecto Edwin Lutyens ofreció un diseño que competiría con la catedral Anglicana diseñada por Giles Gilbert Scott.
El diseño la convertiría en la segunda iglesia más grande del mundo y hubiera tenido la cúpula más grande del mundo (51 m de diámetro frente a los 42 m de la cúpula de San Pedro del Vaticano), pero las obras fueron paradas debido a su alto coste (27 millones de libras) y la Segunda Guerra Mundial frenó las obras. De este diseño se finalizó la cripta en 1956 y no se continuaron las obras debido a su alto coste.

### Simplificación de Scott
Tras el fracaso de Lutyens, Adrian Gilbert Scott simplificó el diseño reduciendo su tamaño y su coste (4 millones de libras), manteniendo la cúpula. Al final no se realizó por su gran crítica.

### Diseño de Gibberd
La catedral como se ve hoy en día fue diseñada por Frederick Gibberd, cuya construcción fue comenzada en 1962 y finalizada en 1967, siendo consagrada el Día de Pentecostés de ese mismo año. Más tarde, por la reducción del coste, aparecieron problemas en la estructura siendo el más grave la cubierta de aluminio y defectos en las vidrieras.

## Exterior

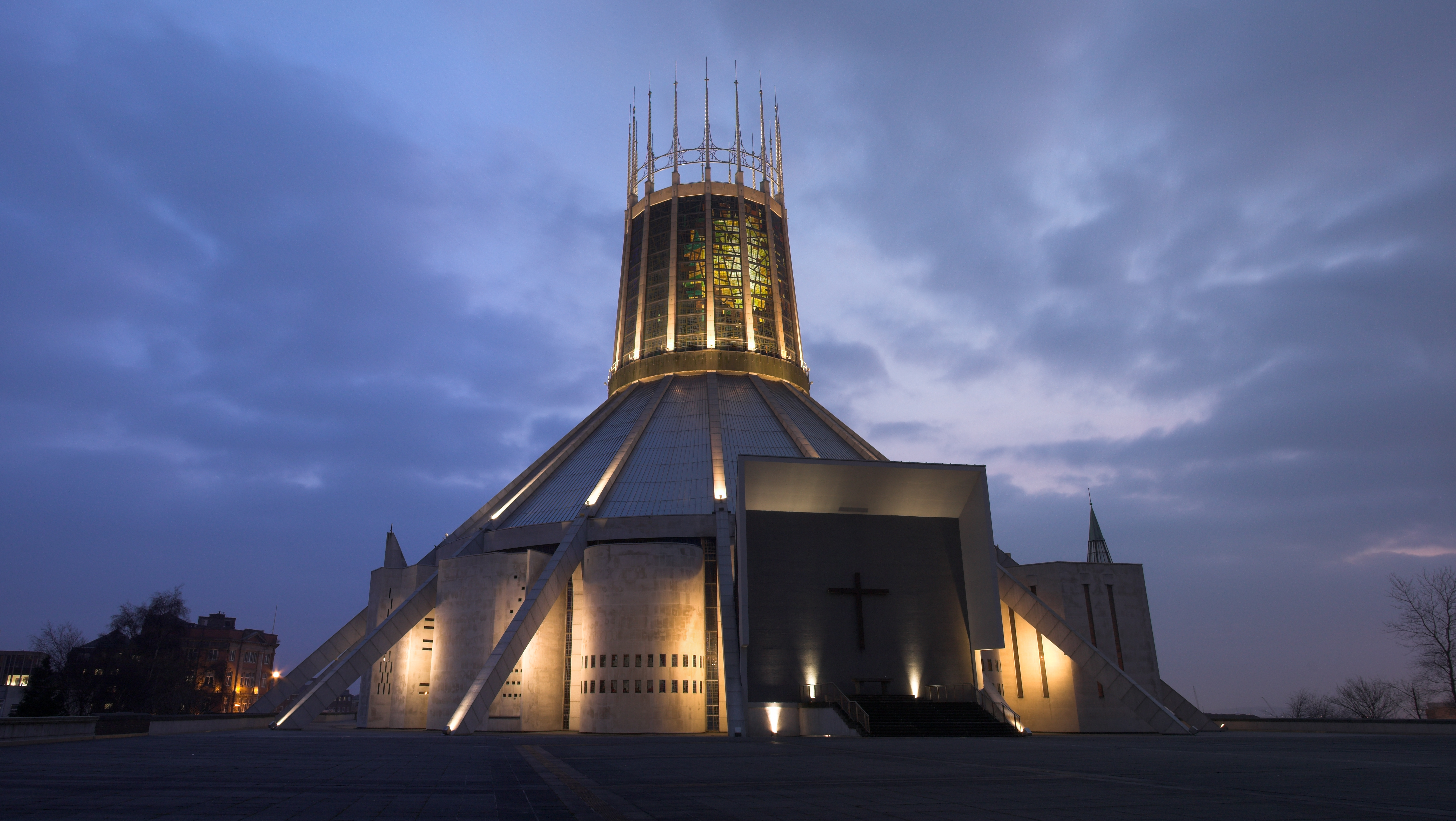
La catedral al atardecer

La iglesia fue construida con piedra de Pórtland y tiene planta circular en lugar de la tradicional forma de cruz latina y tiene un diámetro de 59 m con 13 capillas situadas a lo largo del perímetro. El edificio tiene forma cónica y está sostenido por 16 pilares con forma de bumerán, siendo coronado con pináculos en su vértice.
En la puerta principal tiene una estructura que hace de torre-campanario teniendo cuatro campanas en cuatro huecos con forma de rectángulo. También hay una escultura geométrica con tres cruces y en las puertas de entrada hay mosaicos con los símbolos de los cuatro evangelistas.

## Interior

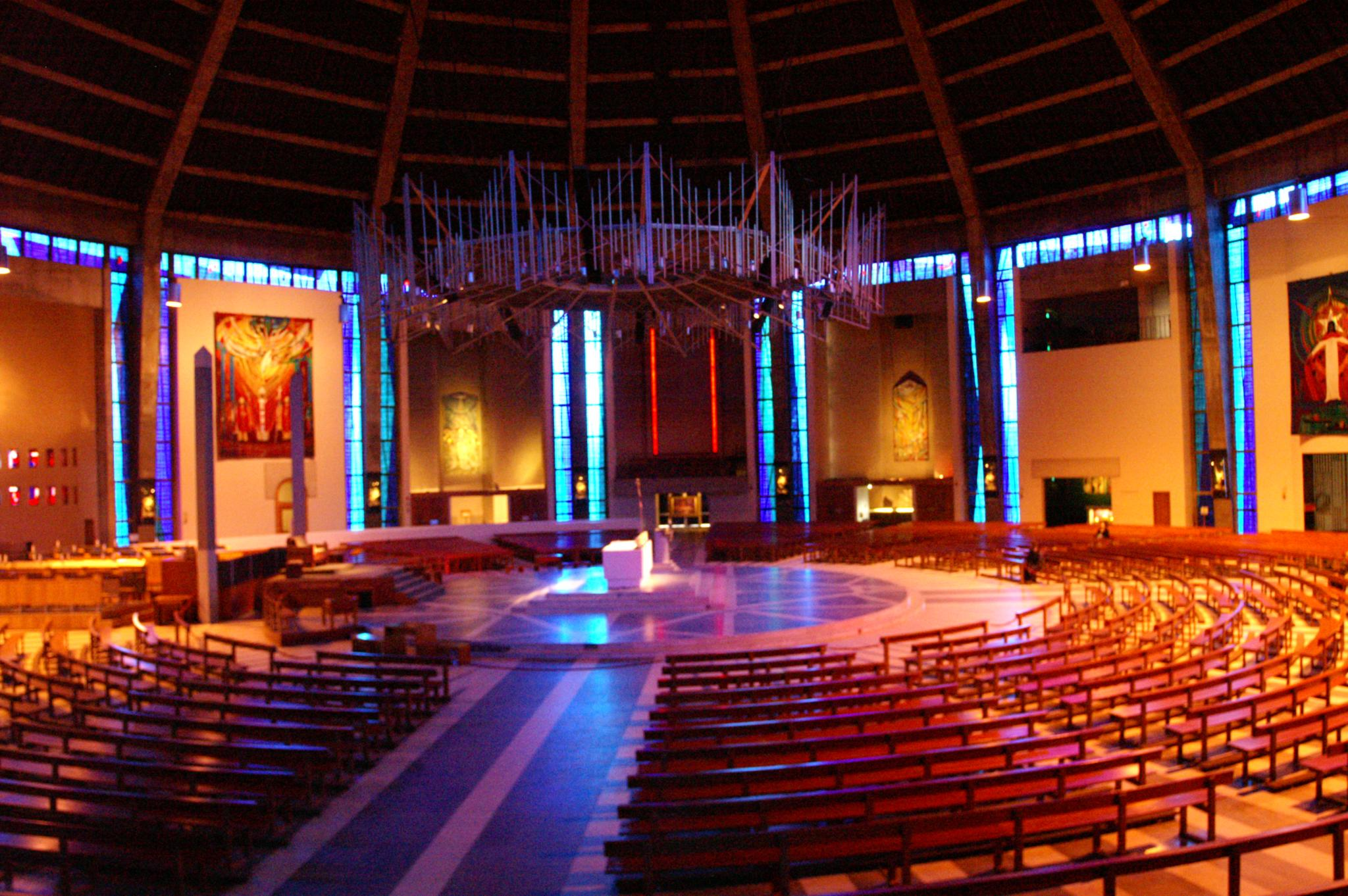
Interior de la iglesia, con el altar en el centro

El enfoque del interior es el altar que da a la entrada principal. Está hecho de mármol blanco de Skopje, Macedonia, y tiene 3 m de largo. El suelo es de mármol gris y negro diseñado por David Atkins. Los bancos, concéntricos con el interior, fueron diseñadas por Frank Knight. Por encima de la torre con grandes áreas de las vidrieras diseñadas por John Piper y Reyntiens Patrick en tres colores, amarillo, azul y rojo, que representan la Trinidad. El vidrio es de 3 cm de espesor, las piezas de vidrio (enlazadas con resina epoxi), en estructuras de hormigón. Alrededor del perímetro hay una serie de capillas. Algunas de las capillas están abiertas, algunas están cerradas por paredes casi en blanco, y otras consisten en un espacio bajo el marco de un balcón. Frente a la entrada está la Capilla del Santísimo Sacramento, a partir de la cual está el órgano. Otras ermitas son la capilla de la Virgen y la Capilla de San José. A la derecha de la entrada se encuentra el Baptisterio. 
En el altar los candelabros son de Ry Goodden y el crucifijo de bronce fue hecho por Elisabeth Frink. Sobre el altar está un baldaquino diseñado por Gibberd con una estructura similar a la corona compuesta de varillas de aluminio, que incorpora altavoces y luces. En todo el interior existen Estaciones del Vía Crucis, obra de Sean Rice. Rice también diseñó el atril, que incluye dos águilas entrelazadas. En la Capilla de la Reconciliación (antes la Capilla de San Pablo de la Cruz), el vitral fue diseñado por Margaret Traherne. Stephen Foster diseñó, talló y pintó los paneles de la Capilla de San José. La capilla de la Virgen contiene una estatua de la Virgen y el Niño de Robert Brumby y vidrieras de Margaret Traherne. En la Capilla del Santísimo Sacramento es un retablo y vitrales por Ceri Richards y una pequeña estatua de Cristo resucitado por Arthur Dooley. En la Capilla de la Unidad (antes la Capilla de Santo Tomás de Aquino) hay una pila de bronce por Virginio Ciminaghi, y un mosaico del artista húngaro Georg (Jorge) Mayer-Marton de Pentecostés, que fue trasladado desde la Iglesia del Espíritu Santo (Netherton), cuando fue demolida en 1989. Las puertas del Baptisterio fueron diseñados por David Atkins.

## Cripta
Es la única parte del diseño de Lutyens construida antes de la Segunda Guerra Mundial y Gebbird construyó la iglesia sobre esta. Está realizada con ladrillo y granito de la cantera de Peryn. En la cripta se celebra el Festival de la Cerveza, que atrae a miles de ingleses y europeos. En el año 2009, se hizo una reforma que costó 3 millones de libras.

## Órgano
Creado por J.W. Walker y sus hijos, el órgano de la catedral se completó tan solo dos días antes de la apertura de la catedral, en 1967. Realizado como parte integrante de la nueva catedral, el arquitecto Frederick Gibberd, vio ese trabajo como parte de su escrito y diseñado de manera sorprendente al frente del órgano. , Gibberd se inspiró en el uso innovador de las tuberías como se había precedentes en la catedral de Coventry y el Royal Festival Hall y su disposición de las tuberías de cinc y trompetas en chamade de latón contrastadas notablemente con los pilares de hormigón que lo rodean. Está formado por más de 4000 tuberías.

## Galería de imágenes

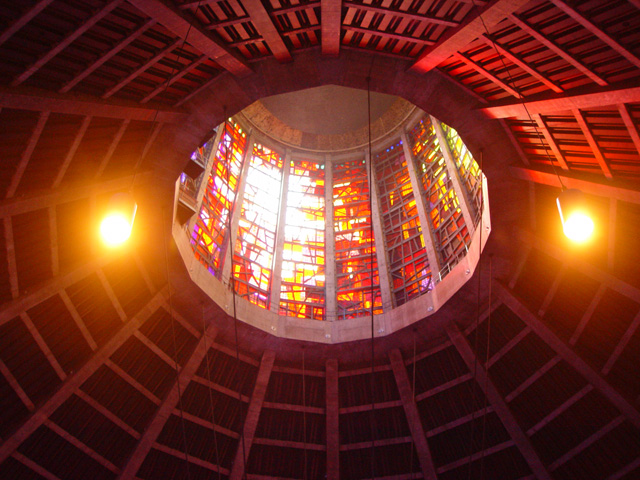
Detalle de las vidrieras
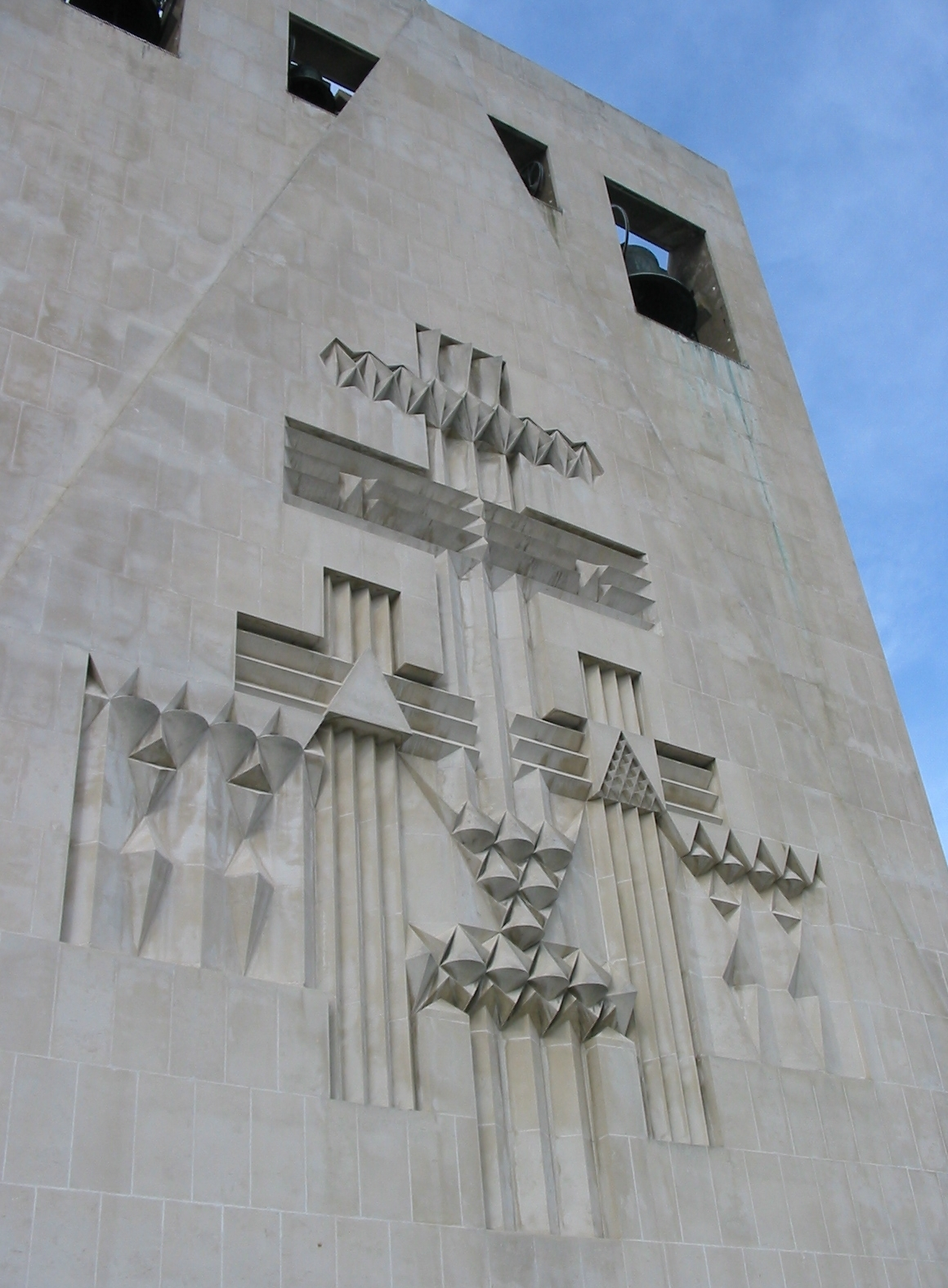
El campanario
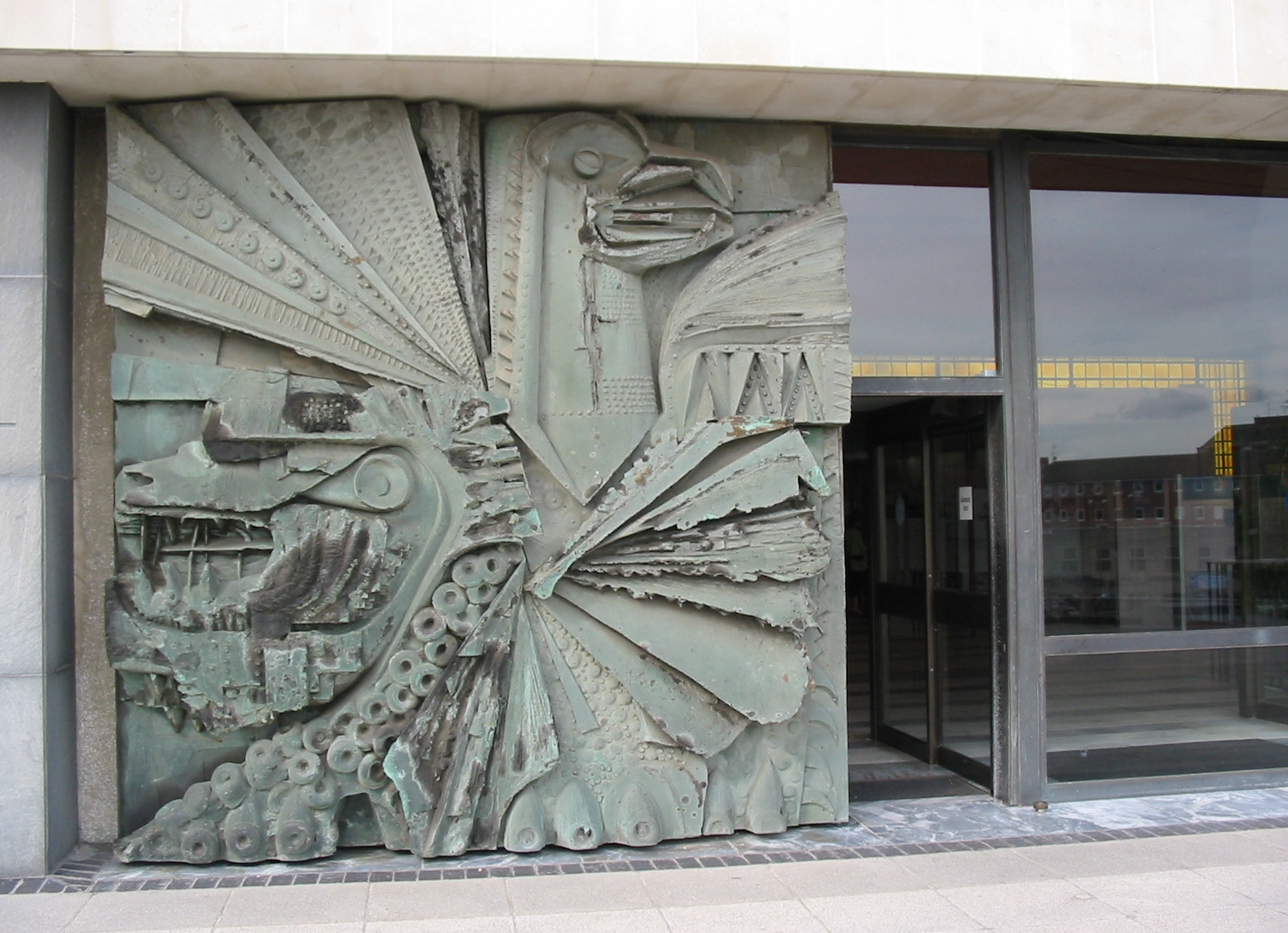
Símbolo de San Juan
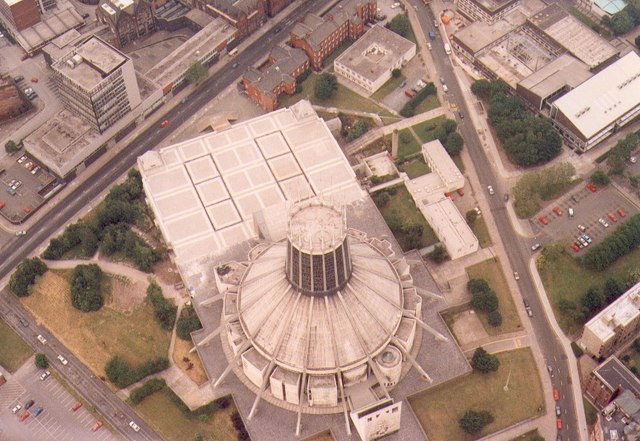
Vista aérea
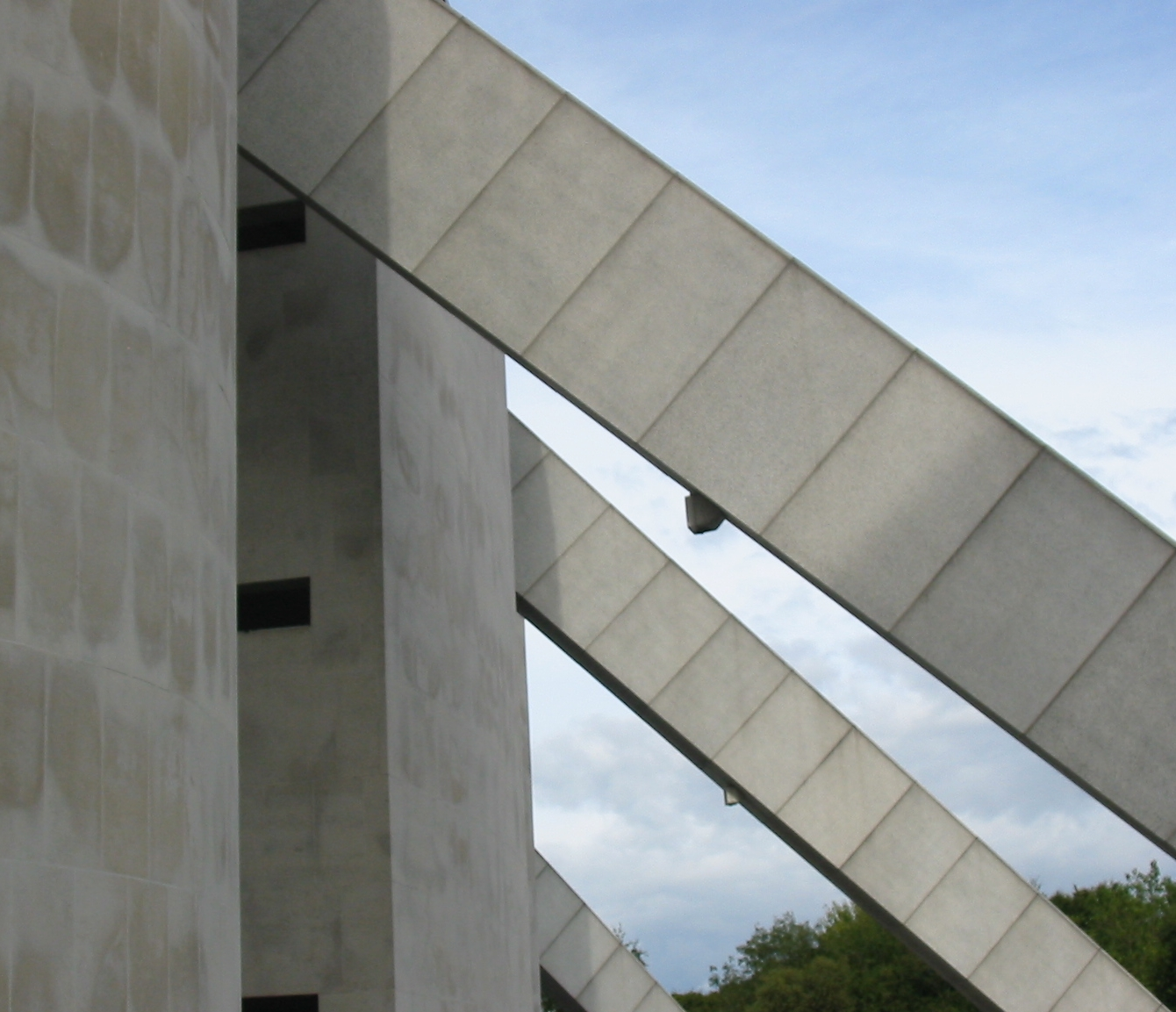
Detalle de los arbotantes
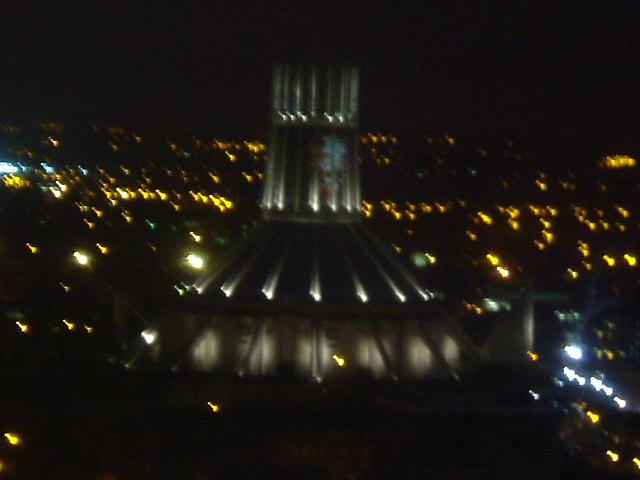
Por la noche
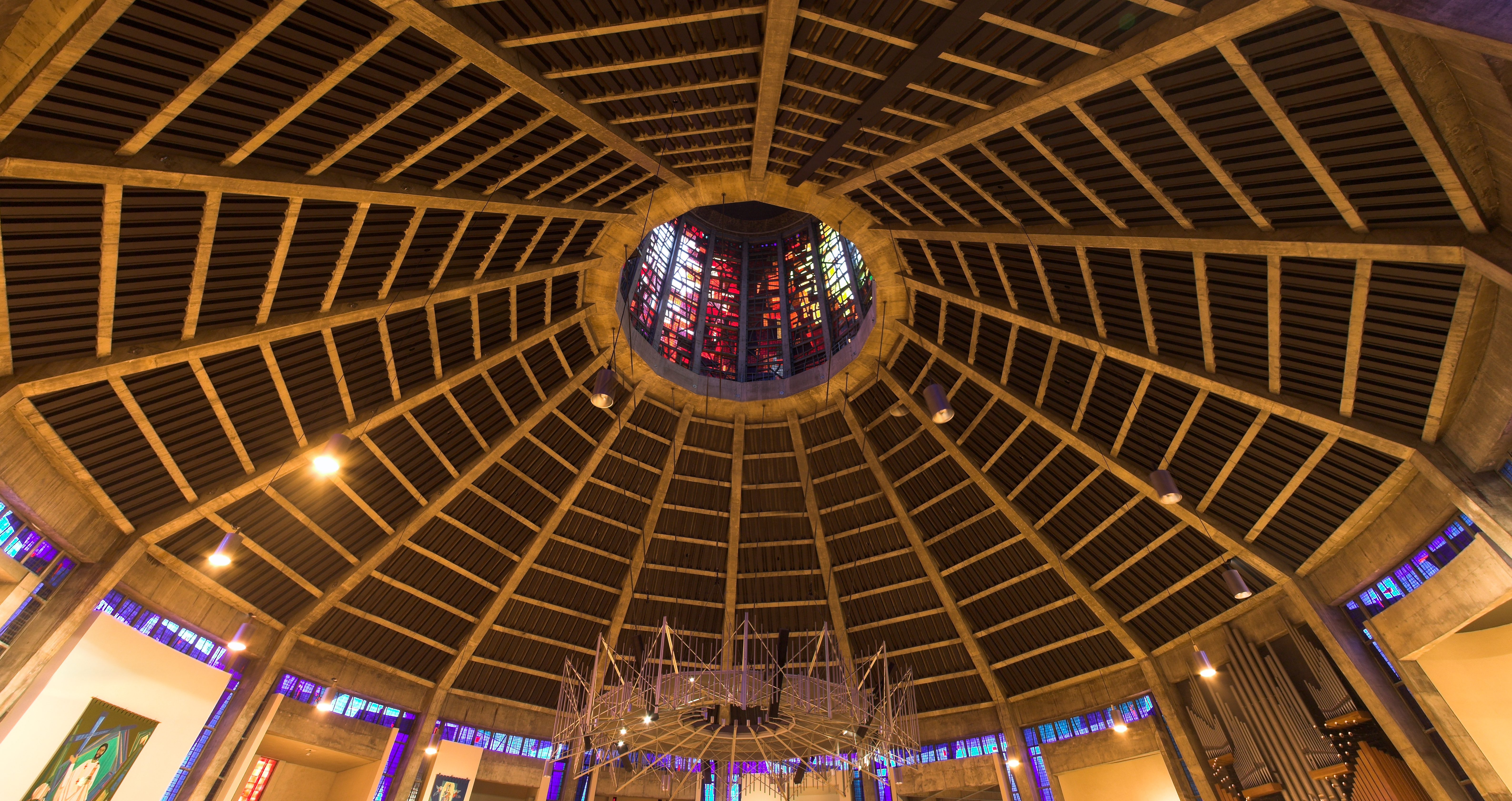
Detalle del techo

## Observaciones
- Este artículo ha sido creado a partir de una traducción de su versión en inglés.

- Datos: Q1470975
- Multimedia: Liverpool Metropolitan Cathedral / Q1470975